# Serious Engine 3
Serious Engine 3 — игровой движок, разработанный хорватской компанией Croteam.

## История разработки
Движок Serious Engine 3 является развитием другой технологии компании Croteam, Serious Engine 2, которая в свою очередь является продолжением движка Serious Engine первой версии.
Первые сведения о движке появились в мае 2007 года, когда были опубликованы первые скриншоты будущей игры от Croteam — военного шутера, издателем которого должна была выступить компания Gamecock Media Group. Выход игры был запланирован на 2009 год, однако впоследствии её разработка была отменена. В отчёте также упоминалась компьютерная игра Serious Sam 3, которая была тогда на ранней стадии разработки.
23 июня 2009 года были опубликованы первые подробности об игре Serious Sam 3 (позже игра стала известна как Serious Sam 3: BFE), где в очередной раз было подтверждено, что игра базируется на движке Serious Engine третьей версии (дальнейшую историю разработки игры см. в статье Serious Sam 3: BFE#История разработки).
25 июня 2009 года был официально анонсирован Serious Sam HD, ремейк первой части Serious Sam и самостоятельного дополнения к ней. Позднее было уточнено, что игра выйдет в двух эпизодах, как и оригинальная игра — Serious Sam HD: The First Encounter и Serious Sam HD: The Second Encounter. В конечном итоге, переиздание первого эпизода было выпущено 24 ноября 2009 года, а второго — 28 апреля 2010 года.
В конце октября 2010 года появились сведения о том, что в системе цифрового распространения Steam был выпущен редактор уровней Serious Editor 3, доступный к свободной загрузке всем пользователям и позволяющий создавать новые локации для уже вышедших игр на движке Serious Engine 3 (Serious Sam HD: The First Encounter и Serious Sam HD: The Second Encounter).
В декабре 2010 года, благодаря интервью, которое дал сооснователь компании Croteam Ален Ладавац (англ. Alen Ladavac) сайту Big Downloa, стало известно, что игровой движок Serious Engine 3 будет поддерживать DirectX 11; первой игрой с данной возможностью станет Serious Sam 3: BFE. Позже стало известно, что движок Serious Engine 3, использующийся в Serious Sam 3: BFE, обновлен до версии 3.5.

## Технические характеристики
Новая версия игрового движка Croteam была создана с упором на оптимальное использование мощностей игровых консолей седьмого поколения и современных компьютеров с многоядерными процессорами. Основные изменения, в сравнении с предыдущей версией (Serious Engine 2) заключаются в системе HDR-рендеринга, поддержке повершинного освещения и затенения, лайтмапов и различных шейдерных эффектов.
Переработана физическая модель для лучшей производительности на многоядерных процессорах и более реалистичного взаимодействия с другими физическими объектами на локации.
Помимо DirectX 9, поддерживается DirectX 11 (в Serious Engine 3.5).

## Игры, использующие Serious Engine 3
- 2009 — Serious Sam HD: The First Encounter[5][6] (Serious Engine 3)
- 2010 — Serious Sam HD: The Second Encounter[5][6] (Serious Engine 3)
- 2011 — Serious Sam 3: BFE (Serious Engine 3.5)